# Валье, Алекс
А́лекс Ва́лье Го́мес (исп. Álex Valle Gómez; род. 25 апреля 2004, Бадалона) — испанский футболист, защитник клуба «Комо».

## Клубная карьера
Валье — воспитанник клубов «Гременет», «Сан-Габриэль» и «Барселона». 19 марта 2022 года в матче против «Корнельи» он дебютировал в Первом дивизионе Испании в составе последних. В 2023 году Алекс перешёл в «Андорру». 3 марта в матче против «Лас-Пальмаса» он дебютировал в Сегунде. Летом того же года Валье на правах аренды перешёл в «Леванте». В матче против «Бургоса» он дебютировал за новую команду.
Летом 2024 года Валье на правах аренда перешёл в шотландский «Селтик». 22 сентября в поединке Кубка шотландской лиги против «Фалкирка» Алекс дебютировал за основной состав. 28 сентября в матче против «Сент-Джонстона» он дебютировал в шотландской Премьер-лиге. В составе клуба игрок стал обладателем Кубка шотландской лиги. 
В начале 2025 года в Валье на правах аренды перешёл в итальянский «Комо». 1 февраля в матче против «Болоньи» он дебютировал в итальянской Серии A.

## Международная карьера
В 2023 году в составе юношеской сборной Испании Валье принял участие в юношеском чемпионате Европы на Мальте. На турнире он сыграл в матчах против команд Исландии, Греции, Норвегии и Италии

## Достижения
Клубные
 «Селтик»
- Обладатель Кубка шотландской лиги: 2024/25